# Kaplica ewangelicko-augsburska w Lesznie
Kaplica ewangelicko-augsburska w Lesznie – świątynia parafialna parafii Ewangelicko-Augsburskiej w Lesznie. Znajduje się przy ulicy Paderewskiego.
Kaplica została wzniesiona w stylu neogotyku angielskiego w 1891 roku. Została zaprojektowana przez Hermanna Nergera (ewangelika reformowanego), natomiast wykonawcą był Gotthard Schubert (staroluteranin). Parafia staroluterańska w Lesznie była filią parafii w Głogowie.
W okresie międzywojennym kaplica należała do staroluteran oraz ewangelików polskich. W tym okresie nabożeństwa dość regularnie były odprawiane przez księdza Gustawa Manitiusa, zapewne najbardziej znanego duchownego związanego z tą świątynią.
Po zakończeniu II wojny światowej świątynia była siedzibą filii w Lesznie parafii ewangelicko-augsburskiej w Poznaniu. W 2001 roku powstała samodzielna parafia ewangelicko-augsburska w Lesznie, a kaplica stała się świątynią parafialną